# R-5 (ミサイル)
R-5はソビエトの射程1200kmの戦域弾道ミサイルである。

## 概要
R-1とR-2の運用経験を基に改善が加えられた。空気抵抗による弾頭部の過熱が問題になり、アブレーションによる熱防御被覆が施された。
1953年に試射の開始前にエンジンの自動制御が確認された。3回の試射が実施され、1回目と2回目は実験で3回目は認証試験だった。1953年3月と5月に実施された試射では到達距離は最大射程1200kmに対してそれぞれ270kmと550kmだった。1953年4月19日に初めて最大射程に到達した。1954年8月から1955年2月に試射で19機が発射され、R-2よりも37%打ち上げ時の重量が増えたことにより、弾頭重量が2倍になった。エンジンの比推力が向上したことで弾頭を含まないロケットの重量は25%軽量化された。

## 運用者
ソビエト連邦
- ソ連地上軍